# Nakajima C6N
Nakajima C6N Saiun (jap. 中島 C6N 彩雲) – japoński pokładowy samolot rozpoznawczy z okresu II wojny światowej. W czasie wojny nosił amerykańskie oznaczenie kodowe Myrt.

## Historia
Po wybuchu wojny i doświadczeniach wyniesionych z pierwszych walk dowództwo lotnictwa japońskiej marynarki wojennej doszło do wniosku, że w lotnictwie pokładowym potrzebny jest nowy samolot rozpoznawczy, który charakteryzowałby się dużą prędkością maksymalną i dalekim zasięgiem, przy możliwości startu z pokładów lotniskowców.
W związku z tym, na początku 1942 dowództwo lotnictwa marynarki wojennej zwróciło się do wytwórni Nakajima o opracowanie takiego samolotu. Wychodząc ze zgłoszonego zapotrzebowania, w wytwórni opracowano samolot oznaczony jako C6N, opierając jego konstrukcję na budowanym w tej samej wytwórni samolocie bombowym Nakajima B6N. Opracowany w ten sposób prototyp zbudowano na początku 1943 i oblatano 15 maja 1943.
W toku prac nad prototypem okazało się, że zastosowany w nim silnik Nakajima NK9B Homare 11 miał zbyt małą moc i dlatego w kolejnych prototypach zastosowano silnik o większej mocy. Po licznych poprawkach na początku 1944 rozpoczęto produkcję seryjną samolotu w wersji oznaczonej jako C6N1.
Po wprowadzeniu samolotu do działań bojowych, okazało się, że dzięki dużej prędkości był on praktycznie nieosiągalny dla samolotów myśliwskich przeciwnika, dlatego też podjęto decyzję o zbudowaniu samolotu w wersji dwumiejscowego samolotu myśliwskiego, uzbrojonego w działka Typ 99-2 kal. 20 mm. Tak opracowana wersja oznaczona została jako C6N1-S.
Opracowano także wersję samolotu torpedowo-bombowego, oznaczoną jako C6N1-B, która jednak nie weszła do produkcji seryjnej. Opracowano także następną wersję oznaczoną jako C6N2, którą wyposażono w jeszcze mocniejszy silnik Nakajima NK9B Homare 24, ale i ta wersja nie została wprowadzona do produkcji w związku z kapitulacją Japonii.
Łącznie w latach 1944–1945 zbudowano 463 samolotów C6N wszystkich wersji.

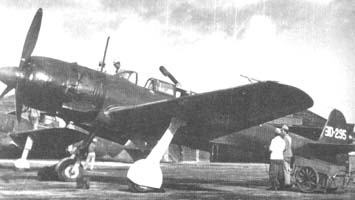
Nakajima C6N1-S

## Użycie
Samolot Nakajima C6N od lata 1944 zaczęto wprowadzać do lotnictwa marynarki wojennej. Użytkowane były do upadku Japonii w 1945 i znajdowały się na wyposażeniu dywizjonów (kōkū-tai) o numerach: 132, 343, 601, 653 i 762.
Samoloty wersji C6N1-S używane do zwalczania amerykańskich samolotów bombowych B-29 Superfortress.

## Opis konstrukcji
Samolot Nakajima C6N Saiun był dolnopłatem o konstrukcji całkowicie metalowej. Kadłub mieścił kabinę trzyosobowej załogi: pilota, obserwatora i strzelca-radiotelegrafisty, z długą, oszkloną osłoną. Podwozie samolotu wciągane w locie. Samolot miał hak do hamowania przy lądowaniu.
Napęd stanowił silnik gwiazdowy w układzie podwójnej gwiazdy.
Uzbrojenie w wersji podstawowej C6N samolotu rozpoznawczego stanowił ruchomy karabin maszynowy Typ 2 7,92 mm, a w wersji samolotu myśliwskiego C6N1-S dwa działka lotnicze Typ 99 kal. 20 mm, stałe, strzelające w przód do góry.